# Handhavingsdienst Luchtvaart
De Handhavingsdienst Luchtvaart (HDL) is op 1 mei 2000 ontstaan als afsplitsing van de Rijksluchtvaartdienst (RLD), onderdeel van het ministerie van Verkeer en Waterstaat. De Handhavingsdienst Luchtvaart was onderdeel van de Inspectie Verkeer en Waterstaat, en was gevestigd op Schiphol-centrum.
De oprichting in 2000 was het gevolg van een ingrijpende reorganisatie van de RLD, waarbij de taken beleid, uitvoering en handhaving van elkaar werden gescheiden. Naast de Handhavingsdienst Luchtvaart ging het om de directie Luchtvaartbeleid en de Nederlandse Luchtvaart Autoriteit (NLA), die verantwoordelijk waren voor de beleids- en uitvoeringstaken.
De Handhavingsdienst Luchtvaart hield zich bezig met de handhaving van de normen voor geluid, externe veiligheid en luchtkwaliteit voor de luchthaven Schiphol. Ook waren het loket Luchtvaartveiligheid en het SAFA-team (Safety Assessement Foreign Aircraft), dat zich bezighoudt met veiligheidsinspecties, ondergebracht bij de dienst.
De HDL is later ondergebracht bij de Inspectie Verkeer en Waterstaat (IVW) die onderdeel uitmaakte van het Ministerie van Verkeer en Waterstaat. De HDL bestaat niet meer onder deze naam.